# マルコム・ハートレー
マルコム・ハートレー（Malcolm Hartley）は、イングランド・グレーター・マンチェスター出身、オーストラリア在住の天文学者である。
1980年代にデュトワ・ハートレー彗星、ピーターズ・ハートレー彗星、ハートレー第1彗星、ハートレー第2彗星、ハートレー第3彗星等、8つの彗星を共同、単独で発見したことで知られている。
2010年11月4日、EPOXI計画の探査機がハートレー第2彗星をフライバイするのに立ち会うため、ハートレーはカリフォルニア州パサデナのアメリカ航空宇宙局ジェット推進研究所を訪れた。その際の記事や写真はhttp://www.jpl.nasa.gov/news/news.cfm?release=2010-368で見ることが出来る。
小惑星ハートレーは、ハートレーがこの小惑星を発見したサイディング・スプリング天文台の副台長に就任したことを記念して名付けられた。